# Stilpnoblatta nepalensis
Stilpnoblatta nepalensis är en kackerlacksart som beskrevs av Bei-Bienko 1968. Stilpnoblatta nepalensis ingår i släktet Stilpnoblatta och familjen jättekackerlackor.
Artens utbredningsområde är Nepal. Inga underarter finns listade i Catalogue of Life.